# قوجور علیا
قوجور علیا یکی از روستاهای استان آذربایجان شرقی است که در دهستان چاراویماق مرکزی بخش مرکزی شهرستان چاراویماق واقع شده‌است.این روستا ۶۸ نفر جمعیت دارد.